# Invincible (lớp tàu chiến-tuần dương)
Lớp tàu chiến-tuần dương Invincible bao gồm ba chiếc được chế tạo cho Hải quân Hoàng gia Anh Quốc và được đưa ra hoạt động vào năm 1908 như những tàu chiến-tuần dương đầu tiên trên thế giới. Chúng là những đứa con tinh thần của Đô đốc Sir John ("Jacky") Fisher, người đã bảo trợ cho việc chế tạo chiếc tàu chiến "toàn súng lớn" đầu tiên trên thế giới Dreadnought, mở đầu cho thế hệ dreadnought. Ông mường tượng ra một dòng tàu chiến mới, nằm trung gian giữa tàu tuần dương bọc thép và thiết giáp hạm; được trang bị vũ khí của loại sau nhưng có tốc độ nhanh như của loại trước. Sự kết hợp này cho phép nó săn đuổi đa số các con tàu và chạy thoát khỏi những con tàu mạnh mẽ hơn.
Triết lý thiết kế này đã chứng tỏ thành công khi những chiếc Invincible sử dụng tốc độ để tiêu diệt những con tàu nhỏ hơn và yếu hơn. Một ví dụ kinh điển là trong Trận chiến quần đảo Falkland nơi Invincible và Inflexible đánh chìm các tàu tuần dương bọc thép Đức Scharnhorst và Gneisenau mà hầu như không bị thiệt hại cho dù bị các tàu chiến Đức bắn trúng nhiều phát. Chúng tỏ ra ít thành công hơn khi đứng trong hàng chiến trận chính, nơi phải đối đầu với thiết giáp hạm đối phương. Một ví dụ là việc mất chiếc Invincible do một vụ nổ hầm đạn trong trận Jutland, cho dù nguyên nhân của vụ nổ này là do khiếm khuyết trong việc bảo quản đạn pháo của Anh đã bộc lộ nhiều liều thuốc phóng cordite bị bắt lửa tại tháp pháo 'Q', hơn là mọi khuyết điểm trong thiết kế con tàu.
Hai chiếc còn sống sót của lớp Inflexible và Indomitable trải qua giai đoạn bình yên trong thời gian còn lại của Chiến tranh Thế giới thứ nhất, tiến hành các cuộc tuần tra tại Bắc Hải trong khi Hạm đội Biển khơi Đức bị cấm không được liều lĩnh để chịu đựng thêm tổn thất. Chúng được đưa về lực lượng dự bị vào đầu năm 1919 và bị bán để tháo dỡ vào ngày 1 tháng 12 năm 1921.

## Thiết kế
Sau khi Đô đốc John Fisher được chỉ định làm Thứ trưởng thứ nhất vào ngày 21 tháng 10 năm 1904, thông qua Ban lãnh đạo Bộ Hải quân Anh, ông đã thúc đẩy ra một quyết định vào cuối tháng 12 năm 1904 trang bị cho thế hệ tàu tuần dương bọc thép tiếp theo cỡ pháo 12 inch (305 mm) và có tốc độ không dưới 25,5 hải lý trên giờ (29,3 mph; 47,2 km/h). Không lâu sau đó ông thành lập một "Ủy ban Thiết kế" để khảo sát và báo cáo những yêu cầu về tàu chiến trong tương lai. Trong khi mang tính độc lập về danh nghĩa, Ủy ban này chỉ phục vụ cho việc phê chuẩn những quyết định đã được đưa ra và đối phó với sự phê phán nhắm vào Fisher cùng ban lãnh đạo, do nó không có khả năng xem xét mọi khả năng nào khác hơn những thứ đã được Bộ Hải quân đồng ý. Fisher chỉ định mọi thành viên của Ủy ban trong khi bản thân ông đảm nhiệm chức chủ tịch. Trong buổi họp cuối cùng vào ngày 22 tháng 2 năm 1905, nó đã quyết định về thiết kế phác thảo của chiếc tàu tuần dương bọc thép nhanh. Điều này được ban lãnh đạo phê chuẩn vào ngày 16 tháng 3 chỉ với những thay đổi nhỏ, như dàn vũ khí chống tàu phóng lôi được giảm từ 20 xuống còn 18 khẩu 12 pounder 12 cwt.

### Các đặc tính chung
Những chiếc trong lớp Invincible chính thức được biết đến như những tàu tuần dương bọc thép cho đến năm 1911 khi chúng được xếp lớp lại như những tàu chiến-tuần dương theo một quyết định của Bộ Hải quân vào ngày 24 tháng 11 năm 1911. Cho đến lúc đó, một số tên gọi không chính thức được sử dụng, như là tàu tuần dương-thiết giáp (cruiser-battleship), tàu tuần dương dreadnought (dreadnought cruiser) hay tàu tuần dương-chiến trận (battle-cruiser).
Lớp Invincible lớn hơn đáng kể so với những chiếc thuộc lớp tàu tuần dương bọc thép Minotaur dẫn trước. Chúng có chiều dài chung 567 ft (172,8 m), mạn thuyền rộng 78,5 ft (23,9 m), và độ sâu của mớn nước là 30 ft (9,1 m) khi đầy tải nặng. Các con tàu có trọng lượng choán nước là 17.250 tấn Anh (17.530 t), và lên đến 20.420 tấn Anh (20.750 t) khi đầy tải nặng, hơn 3.000 tấn Anh (3.000 t) so với các con tàu trước đó.

### Động lực
Lúc giai đoạn đầu của quá trình thiết kế, "Ủy ban Thiết kế" dự định trang bị cho các con tàu loại động cơ hơi nước ba buồng bành trướng đặt dọc như truyền thống, nhưng sau đó được thuyết phục áp dụng turbine hơi nước Parsons, vì chúng yêu cầu ít nồi hơi hơn cho cùng một công suất, dễ bảo vệ tránh hư hại hơn do gọn gàng hơn loại động cơ chuyển động qua lại, và lại có thể đặt bên dưới mực nước. Ngoài ra chúng còn nhẹ hơn đáng kể và tin cậy hơn so với các thiết kế cũ. Loại turbine dẫn động trực tiếp được dùng vào thời đó có một khuyết điểm đáng kể, là chúng hoạt động ở tốc độ vòng quay tương đối cao, đòi hỏi một loại chân vịt đường kính nhỏ vốn ảnh hưởng xấu đến sự cơ động ở tốc độ chậm. Nhà thiết kế Charles Algernon Parsons đã tìm cách làm giảm nhẹ vấn đề bằng đề xuất trang bị các turbine phía đuôi mạnh hơn trên cả bốn trục chân vịt, vốn sẽ giúp gia tăng độ cơ động bằng cách quay ngược turbime khi cần thiết.
Một giải pháp bổ sung khác là trang bị hai bánh lái cân bằng sau mỗi trục phía trong thay vì chỉ có một bánh lái trên những con tàu trước đây. Điều này đã giúp gia tăng đáng kể hiệu quả của bánh lái, và làm giảm đường kính quay vòng của lớp Invincible tương đương với những chiếc cùng kích cỡ trước đây.
Lớp Invincible có hai bộ turbine Parsons đặt trong các phòng động cơ riêng biệt. Mỗi bộ bao gồm một turbine áp lực cao phía trước và phía sau dẫn động trục phía ngoài, cùng một turbine áp lực thấp phía trước và phía sau dẫn động trục phía trong. Một turbine chạy đường trường cũng được nối vào mỗi trục phía trong, cho dù chúng ít khi được sử dụng và cuối cùng được tách rời. Mỗi trục dẫn động một chân vịt đường kính 11 foot (3,4 m). Các turbine được thiết kế để cung cấp một công suất tổng cộng 41.000 mã lực càng (31.000 kW), nhưng đã đạt đến gần 47.000 shp (35.000 kW) trong các cuộc chạy thử máy vào năm 1908. Tốc độ thiết kế là 25 hải lý trên giờ (46 km/h), nhưng cả ba đều đạt trên 26 hải lý trên giờ (48 km/h) khi chạy thử máy. Indomitable đã duy trì được một tốc độ trung bình 25,3 hải lý trên giờ (47 km/h) trong ba ngày trong một chuyến đi vượt Đại Tây Dương vào tháng 8 năm 1908.
Hơi nước được cung cấp bởi 31 nồi hơi ống nước Yarrow (Invincible và Inflexible) hay Babcock và Wilcox (Indomitable), được bố trí trong bốn phòng nồi hơi. Các con tàu có thể mang theo tối đa 3.000 tấn Anh (3.000 t) than cùng 725 tấn Anh (737 t) dầu đốt để phun vào than nhằm gia tăng tốc độ cháy. Ở trữ lượng nhiên liệu tối đa, tầm xa hoạt động của chúng là 3.090 hải lý (5.720 km) ở tốc độ 10 hải lý trên giờ (12 mph; 19 km/h).

### Vũ khí

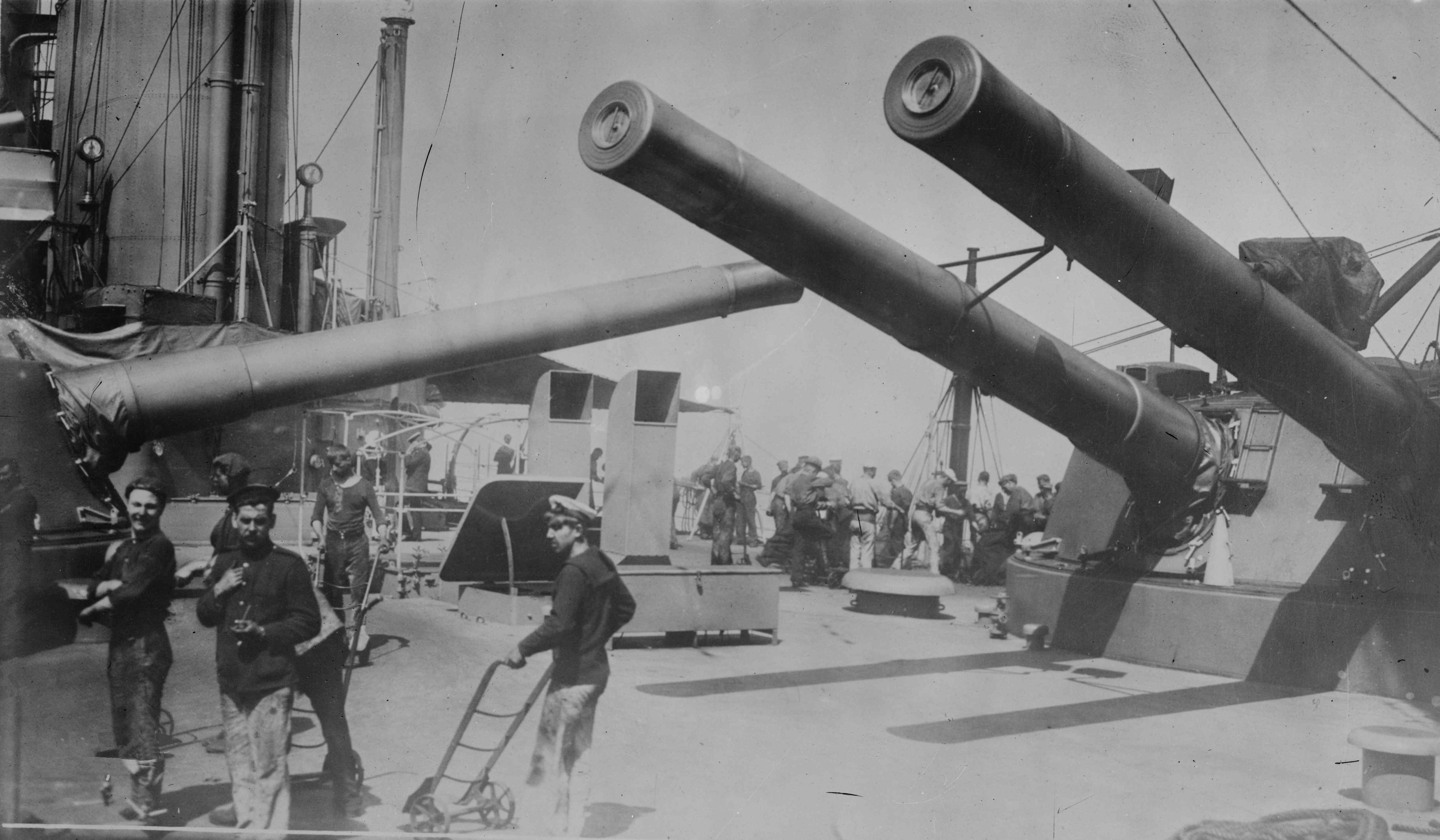
Các tháp pháo 'P' và 'Q' của Indomitable xoay chéo qua sàn tàu

Mỗi chiếc trong lớp Invincible mang theo tám khẩu pháo BL 12 in (300 mm) Mark X đặt trên bốn tháp pháo nòng đôi BVIII vận hành bằng thủy lực, ngoại trừ Invincible được bố trí trên hai tháp pháo BIX và hai tháp pháo BX vận hành bằng điện. Hai tháp pháo tận cùng phía trước và phía sau được bố trí trên trục dọc và được đặt tên lần lượt là 'A' và 'X'. Hai tháp pháo bên mạn 'P' và 'Q' được đặt so le giữa tàu theo hình thang giữa các ống khói thứ hai và thứ ba, với 'P' được đặt trước 'Q'. Tháp pháo 'P' bên mạn trái và thường hướng ra trước trong khi tháp pháo 'Q' bên mạn phải và thường hướng ra sau; chúng có thể bắn chéo qua mạn. Đây cũng chính là loại vũ khí được trang bị cho thiết giáp hạm HMS Dreadnought cũng như các lớp thiết giáp hạm Lord Nelson và Bellerophon; nên trong một giai đoạn ngắn dàn pháo chính của lớp Invincible tương đương với hỏa lực trên thiết giáp hạm của mọi nước khác.
Các khẩu pháo vào lúc đầu có thể hạ đến góc −3° và nâng lên đến 13,5°, cho dù các tháp pháo được cải tiến để có thể nâng đến góc 16° trong Thế Chiến I. Chúng bắn ra đạn pháo nặng 850 pound (390 kg) ở lưu tốc đầu đạn 2.725 ft/s (831 m/s). Ở góc nâng 13,5°, tầm bắn xa của loại đạn pháo xuyên thép (AP) 2 chr đạt được 16.450 m (17.990 yd); và ở góc nâng 16°, tầm bắn xa được mở rộng đến 20.435 yd (18.686 m) sử dụng loại đạn pháo 4 crh có đặc tính khí động tốt hơn nhưng nặng hơn đôi chút. Tốc độ bắn của các khẩu pháo này là 1–2 quả đạn pháo mỗi phút. Các con tàu mang theo tổng cộng 880 quả đạn pháo trong thời chiến, 110 quả cho mỗi khẩu pháo.

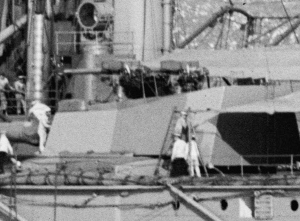
Pháo hạng hai 4 inch đặt trên nóc tháp pháo 'Q' của Inflexible, năm 1909

Dàn pháo hạng hai của các con tàu thoạt tiên dự định bao gồm mười tám khẩu 12 pounder 3 inch (76 mm), nhưng các cuộc thử nghiệm tác xạ nhằm vào chiếc tàu khu trục cũ Skate tiến hành vào năm 1906 cho thấy kiểu vũ khí này ít có cơ hội ngăn chặn được một tàu khu trục hay tàu phóng lôi trước khi chúng tiến đến khoảng cách đủ gần để phóng ngư lôi. Chúng được đổi thành mười sáu khẩu QF 4 in (102 mm) Mk III sớm trong quá trình chế tạo; được bố trí trên cấu trúc thượng tầng và trên nóc các tháp pháo trên các bệ mở, do chúng không được dự định để hoạt động trong các cuộc đấu tay đôi giữa các tàu chiến chủ lực vào ban ngày. Trong giai đoạn 1914-1915, các khẩu trên nóc tháp pháo được chuyển sang cấu trúc thượng tầng, và số lượng bị giảm còn mười hai khẩu; tất cả các khẩu pháo còn lại được đặt trong các tháp pháo ụ và được bổ sung các bệ chắn nhằm bảo vệ các pháo thủ khỏi thời tiết hay hoạt động của đối phương. Các khẩu pháo trên các bệ PI* có thể hạ thấp tối đa đến 10° và nâng lên đến 20°. Chúng bắn ra đạn pháo nặng 25 pound (11 kg) ở lưu tốc đầu đạn 2.300–2.370 ft/s (700–720 m/s); ở góc nâng 20°, tầm bắn xa tối đa của loại vũ khí này là 9.600 yd (8.800 m) với loại đạn pháo đầu nhọn thông thường, và một tốc độ bắn 8–10 phát mỗi phút.
Trên chiếc Inflexible vào năm 1917, các khẩu pháo hạng hai này được thay bằng mười hai khẩu BL 4 in (102 mm) MK IX trên các bệ CPI. Chúng có thể hạ thấp đến 10° và nâng lên đến 30°; có khả năng bắn ra đạn pháo nặng 31 pound (14 kg) ở lưu tốc đầu đạn 2.625 ft/s (800 m/s), và đạt được tầm xa tối đa 13.500 yd (12.300 m) với tốc độ bắn 10–12 phát mỗi phút.
Trên chiếc Indomitable vào năm 1917, các khẩu pháo hạng hai QF 4 inch Mk III được thay bằng mười hai khẩu BL 4 in (102 mm) MK VII trên các bệ PVI. Các khẩu pháo này có thể hạ thấp đến 7° và nâng lên đến 15°; có khả năng bắn ra đạn pháo nặng 31 pound (14 kg) ở lưu tốc đầu đạn 2.864 ft/s (873 m/s), và đạt được tầm xa tối đa 11.600 yd (10.600 m) với tốc độ bắn 6–8 phát mỗi phút. Một khẩu BL 4 inch khác được bổ sung cho Indomitable vào tháng 4 năm 1917 như là vũ khí phòng không; nó được bố trí trên bệ Mk II góc cao với góc nâng tối đa lên đến 60°. Loại vũ khí này có liều thuốc phóng được giảm bớt với lưu tốc đầu đạn chỉ đạt 2.864 ft/s (873 m/s).
Vũ khí phòng không ban đầu bao gồm một khẩu pháo Hotchkiss 3-pounder trên bệ Mk Ic góc cao với góc nâng tối đa 60°. Cả Invincible lẫn Indomitable đều đã mang loại vũ khí này từ tháng 11 năm 1914 đến tháng 8 năm 1917. Nó bắn ra đạn pháo nặng 3,3 pound (1,5 kg) ở lưu tốc đầu đạn 1.873 ft/s (571 m/s) với tốc độ bắn 20 phát mỗi phút; cho phép đạt được tầm xa tối đa 7.600 yd (6.900 m) ở góc nâng 45°, nhưng khoảng cách phòng không hiệu quả chỉ đạt đến 1.200 yd (1.100 m).
Mỗi chiếc trong lớp Invincible còn được trang bị một khẩu QF 3 inch 20 cwt phòng không duy nhất trên bệ MkII góc cao bố trí ở đầu cuối của cấu trúc thượng tầng. Nó có khả năng hạ đến 10° và nâng tối đa lên đến 90°, bắn ra đạn pháo nặng 12,5 pound (5,7 kg) với lưu tốc đầu đạn 2.500 ft/s (760 m/s) và tốc độ 12–14 viên mỗi phút. Trần bắn hiệu quả của kiểu vũ khí này là 23.500 ft (7.163 m).
Tác giả Gardiner còn nêu thêm bảy khẩu súng máy Maxim, nhưng điều này không được các nguồn khác xác nhận. Các con tàu lớp Invincible còn trang bị năm ống phóng ngư lôi ngầm 17,7 inch (450 mm), gồm hai ống mỗi bên mạn và một ống phía đuôi, và mang theo 14 quả ngư lôi.

### Kiểm soát hỏa lực
Hỏa lực dàn pháo chính của Invincible được kiểm soát từ các trạm quan sát lớn được đặt trên đỉnh mỗi cột ăn-ten trước và cột ăn-ten chính. Dữ liệu đo được từ một máy đo tầm xa Barr & Stroud 9 foot (2,7 m) được nạp vào một máy tính cơ khí Dumaresq rồi được truyền bằng điện đến đồng hồ khoảng cách Vickers đặt trong trạm truyền tin (TS) đặt bên dưới mỗi trạm quan sát, nơi chúng được biên dịch thành dữ liệu tầm xa và độ lệch được các khẩu pháo sử dụng. Dữ liệu về mục tiêu cũng được ghi lại trên một sơ đồ giúp cho sĩ quan tác xạ dự đoán sự di chuyển của mục tiêu. Mỗi tháp pháo có thiết bị truyền cho riêng nó, và tất cả tháp pháo, trạm quan sát và trạm truyền tin có thể kết nối với nhau theo mọi sự kết hợp. Các thử nghiệm tác xạ trên chiếc Hero được thực hiện vào năm 1907 đã cho thấy sự mong manh của hệ thống này khi trạm quan sát bị bắn trúng hai lần và mảnh đạn gây hư hại ống truyền âm và mọi dây dẫn bắt dọc theo cột ăn-ten. Để bảo vệ chống lại khả năng này, tháp pháo 'A' được trang bị máy đo tầm xa 9 foot (2,7 m) phía sau nóc tháp pháo, và nó được trang bị để kiểm soát toàn bộ dàn pháo chính trong đợt tái trang bị giữa năm 1911 và 1914.
Kỹ thuật kiểm soát hỏa lực tiến bộ nhanh chóng vào những năm ngay trước Thế Chiến I, và việc phát triển Bảng điiều khiển hỏa lực Drayer là một sự tiến triển đáng kể như vậy. Nó bao gồm chức năng của máy tính Dumaresq cùng đồng hồ khoảng cách, và một phiên bản đơn giản Mk I đã được trang bị cho những chiếc lớp Invincible trong đợt tái trang vào những năm 1915-1916. Một phát triển quan trọng hơn là bộ kiểm soát hỏa lực đặt trên cao của con tàu, truyền thông tin bằng điện góc nâng và góc xoay đến tháp pháo bằng con trỏ, và các pháo thủ làm theo chỉ dẫn đó. Sĩ quan hỏa lực có thể bắn đồng thời các khẩu pháo thành loạt, giúp vào việc quan sát điểm rơi của đạn pháo cũng như hạn chế ảnh hưởng của sự chòng chành con tàu trên sự phân tán của đạn pháo. Invincible là chiếc tàu chiến-tuần dương đầu tiên nhận được hệ thống này trong đợt tái trang bị từ tháng 4 đến tháng 8 năm 1914, nhưng việc trang bị ngắt quãng do chiến tranh nổ ra nên nó không được sử dụng toàn bộ cho đến sau Trận chiến quần đảo Falkland vào tháng 11. Indomitable và Inflexible chỉ được trang bị hệ thống của chúng vào tháng 5 năm 1916, ngay trước Trận Jutland.

### Vỏ giáp
Sơ đồ vỏ giáp bảo vệ dành cho lớp Invincible bao gồm một đai giáp dày đến 6 inch (152 mm) ở khoảng giữa tàu giữa các tháp pháo 12 inch phía mũi và phía đuôi. Bề dày này chỉ nhỉnh hơn một nửa so với đai giáp dày 11 inch (279 mm) trên chiếc thiết giáp hạm Dreadnought, nhưng được vuốt mỏng còn 4 inch (102 mm) từ tháp pháo phía trước đến mũi, nhưng không kéo dài quá tháp pháo đuôi. Một vách ngăn dày 6 inch (152 mm) tiếp giáp với bệ tháp pháo 'X' để đóng kín hoàn toàn thành trì bọc thép. Tháp pháo và bệ tháp pháo được bảo vệ bởi lớp giáp dày 7 in (178 mm), ngoại trừ nóc tháp pháo sử dụng vỏ giáp Krupp KNC dày 3 inch (76 mm). Độ dày vỏ giáp cho sàn tàu chính dày 1 in (25 mm) chung quanh bệ tháp pháo và tháp chỉ huy phía sau, nhưng được tăng lên 2 inch (51 mm) chung quanh tháp chỉ huy phía trước. Vỏ giáp sàn dưới dày 1,5 in (38 mm) ở phần phẳng và 2 inch ở phần nghiêng, tăng lên 2,5 in (64 mm) ở phía sau tháp pháo đuôi để bảo vệ bánh lái. Mặt trước và mặt hông của tháp chỉ huy phía trước dày 10 in (254 mm) trong khi mặt sau chỉ dày 7 inch (178 mm); các vách của tháp chỉ huy phía sau dày 6 inch (152 mm). Nóc và sàn của cả hai tháp làm bằng vỏ giáp Krupp KNC dày 2 inch (51 mm) trong khi ống liên lạc của tháp chỉ huy bằng thép KNC dày 3 inch (76 mm). Tháp tín hiệu đặt ngay phía sau tháp chỉ huy phía trước cũng có vỏ giáp bằng thép KNC dày 3 inch (76 mm). Vách ngăn chống ngư lôi bằng thép carbon dày 2,5 inch (64 mm) được đặt ngang các hầm đạn và phòng đạn pháo. Ống khói được bảo vệ bằng thép nickel dày 1,5 inch được đặt ngang các hầm đạn và phòng đạn pháo. Vỏ giáp Krupp được sử dụng rộng rãi ngoại trừ những nơi được chú thích khác như trên.

### Máy bay
Vào năm 1918 hai chiếc còn lại trong lớp Invincible bắt đầu mang theo một chiếc thủy phi cơ Sopwith Pup dự định để bắn rơi các khí cầu đối phương, và một chiếc Sopwith 1½ Strutter sử dụng vào việc trinh sát. Chúng được bố trí trên các bệ phóng đặt trên nóc các tháp pháo 'P' và 'Q'; mỗi bệ phóng được trang bị kho chứa bằng vải bạt để bảo vệ máy bay khi thời tiết xấu.

## Những chiếc trong lớp
Ba chiếc trong lớp Invincible được đặt hàng cùng lúc với chiếc Dreadnought như một phần của Chương trình Hải quân 1905–1906. Invincible được chế tạo tại xưởng tàu của hãng Armstrong Whitworth tại Elswick với động cơ do hãng Humphrys chế tạo; nó có phí tổn 1.768.995 Bảng Anh kể cả vũ khí, trong khi một nguồn khác cho rằng chi phí đóng tàu là 1.635.739 Bảng Anh cộng với 90.000 Bảng Anh vũ khí trang bị. Inflexible được chế tạo tại xưởng tàu của hãng John Brown & Co. tại Clydebank với động cơ cũng do hãng John Brown chế tạo; nó có phí tổn 1.728.229 Bảng Anh kể cả vũ khí, trong khi một nguồn khác cho rằng chi phí đóng tàu là 1.677.515 Bảng Anh cộng với 90.000 Bảng Anh vũ khí trang bị. Indomitable được chế tạo tại xưởng tàu của hãng Fairfield tại Govan với động cơ cũng do hãng Fairfield chế tạo; nó có phí tổn 1.761.080 Bảng Anh kể cả vũ khí, trong khi một nguồn khác cho rằng chi phí đóng tàu là 1.662.337 Bảng Anh cộng với 90.000 Bảng Anh vũ khí trang bị.
| Tàu         | Đặt lườn           | Hạ thủy             | Hoạt động            | Số phận                                                   |
| Invincible  | 2 tháng 4 năm 1906 | 13 tháng 4 năm 1907 | 20 tháng 3 năm 1909  | Bị đánh chìm trong trận Jutland, ngày 31 tháng 5 năm 1916 |
| Inflexible  | 5 tháng 2 năm 1906 | 26 tháng 6 năm 1907 | 20 tháng 10 năm 1908 | Bị bán để tháo dỡ 1 tháng 12 năm 1921                     |
| Indomitable | 1 tháng 3 năm 1906 | 16 tháng 3 năm 1907 | 25 tháng 6 năm 1908  | Bị bán để tháo dỡ 1 tháng 12 năm 1921                     |

## Lịch sử hoạt động
Cả ba chiếc trong lớp Invincible đều được đưa ra hoạt động vào nữa sau của năm 1908. Thoạt tiên Invincible và Inflexible được phân về Hạm đội Nhà, trong khi Indomitable làm nhiệm vụ đưa Hoàng tử xứ Wales (sau này là vua George V) tham gia lễ hội kỷ niệm Ba trăm năm Canada trước khi gia nhập Hạm đội Nhà. Các tháp pháo vận hành bằng điện của Invincible được xem là một thất bại mặc dù đã trải qua hai đợt sửa chữa kéo dài vào các năm 1909 và 1911, và cuối cùng phải được cấu trúc lại để vận hành bằng thủy lực trong đợt tái trang bị vào đầu năm 1914 với một phí tổn lên đến 151.200 Bảng Anh. Tình hình trở nên tệ hại đến mức trong đợt thử nghiệm tác xạ của nó vào tháng 10 năm 1908, Giám đốc trường pháo binh Hải quân Hoàng gia HMS Excellent đã phê phán hoạt động của nó: "Khi mệnh lệnh được đưa ra để xoay tháp pháo, nâng lên hay đẩy nòng pháo ra, người ta chỉ cần nhấn một nút hay xoay một công-tắc, nhưng hậu quả thường là một ánh chớp xanh lòe gần như bao trùm cả tháp pháo."
Vào năm 1914, Invincible được tái trang bị tại Anh, trong khi Inflexible và Indomitable cùng với chiếc tàu chiến-tuần dương mới Indefatigable hình thành nên hạt nhân của Hạm đội Địa Trung Hải, nơi Inflexible phục vụ như là soái hạm từ tháng 11 năm 1912. Chính tại Địa Trung Hải là nơi diễn ra trận hải chiến đầu tiên của Chiến tranh Thế giới thứ nhất, khi lực lượng Anh truy đuổi tàu chiến-tuần dương Goeben và tàu tuần dương hạng nhẹ Breslau sau khi chiến tranh bùng nổ.

### Săn đuổiGoebenvàBreslau
Indomitable và Inflexible, có tàu chiến-tuần dương Indefatigable tháp tùng và dưới quyền chỉ huy của Đô đốc Archibald Berkeley Milne, đã đụng độ với Goeben và Breslau vào sáng ngày 4 tháng 8 năm 1914, vốn đang hướng về phía Đông sau một đợt bắn phá qua loa cảng Philippeville ở Algérie thuộc Pháp; nhưng khi đó Anh chưa chính thức ở trong tình trạng chiến tranh với Đức, nên Milne chỉ dõi theo các con tàu Đức lúc chúng quay trở lại Messina để tiếp than. Cả ba chiếc tàu chiến-tuần dương đều gặp trục trặc về nồi hơi, và Goeben cùng Breslau đã có thể thoát được sự bám đuổi và đến được Messina vào sáng ngày 5 tháng 8. Vào lúc này chiến tranh đã được tuyên bố sau khi Đức xâm chiếm Bỉ, nhưng một mệnh lệnh của Bộ Hải quân chỉ thị phải tôn trọng sự trung lập của Ý và ở bên ngoài giới hạn sáu dặm (10 km) từ bờ biển Ý đã loại trừ việc tiến vào lối băng qua eo biển Messina, nơi chúng có thể trực tiếp quan sát cảng. Vì vậy Milne bố trí Inflexible và Indefatigable ở lối ra vào phía Bắc của eo biển Messina, nghĩ rằng lực lượng Đức sẽ thoát ra về phía Tây nơi chúng có thể tấn công các tàu vận chuyển binh lính Pháp, chỉ đặt tàu tuần dương hạng nhẹ Gloucester canh chừng ở lối ra vào phía Nam; đồng thời gửi Indomitable đi tiếp than tại Bizerte, nơi nó có thể bố trí tốt hơn nhằm đáp trả nếu như các tàu Đức tiến vào khu vực Tây Địa Trung Hải.
Lực lượng Đức khởi hành từ Messina vào ngày 6 tháng 8 hướng sang phía Đông về phía Constantinopolis, có Gloucester bám theo. Vẫn dự đoán rằng Chuẩn Đô đốc Wilhelm Souchon sẽ quay mũi sang phía Tây, Milne giữ các tàu chiến-tuần dương ở lại Malta cho đến sau nữa đêm ngày 8 tháng 8, khi ông lên đường hướng đến mũi Matapan, nơi Goeben bị phát hiện tám giờ trước đó, với một tốc độ nhàn nhã 12 hải lý trên giờ (22 km/h). Đến 14 giờ 30 phút, ông nhận được một thông báo sai lầm từ Bộ Hải quân rằng Anh đã trong tình trạng chiến tranh với Áo-Hung, thực ra chiến tranh chỉ được chính thức tuyên bố vào ngày 12 tháng 8 và chỉ thị bị hủy bỏ bốn giờ sau đó, nhưng Milne vẫn giữ lại mệnh lệnh canh chừng biển Adriatic đề phòng lực lượng Áo thoát ra hơn là truy tìm Goeben. Cuối cùng vào ngày 9 tháng 8, Milne nhận được mệnh lệnh rõ ràng "Truy đuổi Goeben đã vượt qua mũi Matapan vào ngày 7 tháng 8 theo hướng Đông Bắc." Milne vẫn không tin là Souchon hướng đến eo biển Dardanelles, nên ông kiên quyết canh phòng lối ra vào biển Aegean, không biết rằng Goeben không có ý định vượt ra ngoài. Indomitable tiếp tục ở lại Địa Trung Hải để phong tỏa eo biển Dardanelles, còn Inflexible được lệnh quay trở về nhà vào ngày 18 tháng 8.
Ngày 3 tháng 11 năm 1914, Bộ trưởng Hải quân Winston Churchill ra lệnh cho cuộc tấn công đầu tiên của Anh vào Dardanelles sau khi xung đột nổ ra giữa Thổ Nhĩ Kỳ và Nga. Cuộc tấn công được tiến hành bởi Indomitable và Indefatigable cùng các thiết giáp hạm tiền-dreadnought Pháp Suffren và Vérité, với mục đích thăm dò các công sự phòng thủ và các biện pháp đáp trả của Thổ Nhĩ Kỳ. Kết quả tỏ ra khá thuyết phục; trong vòng 20 phút bắn phá, một quả đạn pháo đã đánh trúng hầm đạn của pháo đài Sedd el Bahr tại mũi bán đảo Gallipoli, loại khỏi vòng chiến (nhưng không phá hủy) 10 khẩu pháo và khiến 86 binh lính Thổ Nhĩ Kỳ thiệt mạng. Kết quả đáng kể nhất là thu hút sự chú ý của Thổ Nhĩ Kỳ vào việc tăng cường phòng thủ và mở rộng các bãi mìn. Cuộc tấn công này thực sự đã diễn ra trước khi có lời tuyên chiến chính thức từ phía Anh đối với Đế quốc Ottoman, vốn chỉ xảy ra vào ngày 6 tháng 11. Indomitable được lệnh quay trở về Anh Quốc vào tháng 12 nơi nó gia nhập Hải đội Tàu chiến-Tuần dương 2.

### Trận Heligoland Bight
Hoạt động đầu tiên của Invincible trong chiến tranh là trong thành phần lực lượng tàu chiến-tuần dương dưới quyền chỉ huy của Đô đốc David Beatty trong Trận Heligoland Bight vào ngày 28 tháng 8 năm 1914. Các con tàu của Beatty thoạt tiên được dự định sẽ hỗ trợ từ xa cho các tàu tuần dương và tàu khu trục Anh tiếp cận bờ biển Đức trong trường hợp các tàu chiến chủ lực của Hạm đội Biển khơi Đức xuất quân đáp trả các cuộc tấn công của Anh. Chúng quay mũi về phía Nam đi hết tốc độ lúc 11 giờ 35 phút khi lực lượng hạng nhẹ Anh không tách ra kịp thời theo kế hoạch, và triều cường đang dâng cao khiến các tàu chiến chủ lực Đức có thể vượt qua các bãi tại cửa sông Jade Estuary. Chiếc tàu tuần dương hạng nhẹ mới nguyên Arethusa đã bị đánh hỏng trước đó trong trận chiến do hỏa lực từ các tàu tuần dương hạng nhẹ Đức Strassburg và Köln, khi các tàu chiến-tuần dương của Beatty hiện ra từ làn sương mù lúc 12 giờ 37 phút. Strassburg lẫn vào trong làn sương mù và né tránh được hỏa lực pháo, nhưng Köln vẫn bị trông thấy và nhanh chóng bị đánh hỏng bởi đạn pháo của hải đội. Tuy nhiên, Beatty bị thu hút khỏi hoạt động kết liễu nó do sự xuất hiện bất ngờ của chiếc tàu tuần dương hạng nhẹ cũ Ariadne ngay trước mũi. Ông quay mũi đuổi theo, biến nó thành một xác tàu cháy bùng chỉ với ba loạt đạn pháo ở khoảng cách chưa đầy 6.000 yd (5,5 km). Đến 13 giờ 10 phút, Beatty quay mũi về phía Bắc và ra mệnh lệnh chung để rút lui. Vào lúc này, Invincible theo sau lực lượng chủ lực của Beatty đã khai hỏa nhắm vào Köln, bắn 18 quả đạn pháo vào đối phương nhưng đều bị trượt, cho đến khi lực lượng chính của Beatty can thiệp, và Köln bị đánh chìm bởi hai loạt đạn pháo từ chiếc Lion.

### Trận Falkland
Hải đội Tây Ấn của Anh dưới quyền chỉ huy của Chuẩn đô đốc Christopher Cradock đã bị Hải đội Đông Á Đức Quốc do Đô đốc Maximilian von Spee chỉ huy đánh bại trong trận Coronel tại Chile vào ngày 1 tháng 11 năm 1914. Để đối phó, Bộ Hải quân Anh ra lệnh gửi một hải đội để tiêu diệt lực lượng Đức. Hải đội này, dưới quyền chỉ huy của Đô đốc Sir Doveton Sturdee, bao gồm Invincible (soái hạm) và Inflexible. Chúng khởi hành vào ngày 11 tháng 11, gặp gỡ nhiều tàu tuần dương khác dưới quyền Chuẩn đô đốc Stoddard tại Abrolhos Rocks, ngoài khơi bờ biển Brasil vào ngày 26 tháng 11. Chúng lên đường ngay ngày hôm sau, đi đến Cảng Stanley vào sáng ngày 7 tháng 12.
Thực hiện một chuyến đi nhàn nhã quay trở lại Đại Tây Dương, Đô đốc Spee muốn tiêu diệt trạm vô tuyến tại Cảng Stanley, nên đã gửi tàu tuần dương bọc thép Gneisenau và tàu tuần dương hạng nhẹ Nürnberg đi trinh sát sự hiện diện của mọi con tàu Anh trong cảng vào sáng ngày 8 tháng 12. Chúng bị phát hiện lúc 07 giờ 30 phút, mặc dù chiếc thiết giáp hạm tiền-dreadnought Canopus được cho mắc cạn tại Cảng Stanley để bảo vệ thị trấn và trạm vô tuyến đã không nhận được tín hiệu báo động cho đến 07 giờ 45 phút. Việc này cũng không ảnh hưởng nhiều vì Đô đốc Sturdee không nghĩ đến một cuộc đụng độ sớm và đa số các con tàu của ông đang được tiếp than. Hơn nữa tàu tuần dương bọc thép Cornwall và tàu tuần dương hạng nhẹ Bristol đang được sửa chữa một hoặc cả hai động cơ. Chiếc tàu buôn tuần dương vũ trang Macedonian đang tuần tra ở lối ra vào phía ngoài cảng trong khi tàu tuần dương bọc thép Kent đang thả neo phía bên ngoài cảng, dự định sẽ thay phiên cho Macedonian lúc 08 giờ 00. Phía Đức cũng không dự liệu có sự kháng cự, và loạt đạn pháo đầu tiên của Canopus lúc 09 giờ 20 phút đã khiến Gneisenau và Nürnberg hủy bỏ kế hoạch bắn phá trạm vô tuyến để quay trở về lực lượng chính của Spee.
Các con tàu của Đô đốc Sturdee chỉ khởi hành rời khỏi cảng lúc 09 giờ 50 phút, nhưng chúng đã có thể trông thấy các con tàu Đức đang rút lui trên đường chân trời phía Tây Nam. Những chiếc lớp Invincible vừa được đại tu trong ụ tàu có một ưu thế 5 hải lý trên giờ (5,8 mph; 9,3 km/h) nhanh hơn so những con tàu của Spee, vốn có đáy tàu bị hà bám nên tốc độ bị giới hạn chỉ đạt tối đa 20 hải lý trên giờ (23 mph; 37 km/h). Tàu tuần dương hạng nhẹ Leipzig bị tụt lại phía sau các con tàu khác, và Inflexible nổ súng vào nó ở khoảng cách 17.500 thước Anh (16,0 km) lúc 12 giờ 55 phút. Invincible khai hỏa không lâu sau đó, và cả hai con tàu bắt đầu bắn phá Leipzig khi khoảng cách bị rút ngắn xuống còn 13.000 thước Anh (12 km). Đến 13 giờ 20 phút, Spee ra lệnh cho hải đội của mình tách ra, các tàu tuần dương hạng nhẹ quay về hướng Tây Nam trong khi các tàu tuần dương bọc thép quay mũi sang hướng Đông Bắc hỗ trợ cho cuộc rút lui. Các con tàu Đức khai hỏa lúc 13 giờ 30 phút và ghi được phát bắn trúng đầu tiên lúc 13 giờ 44 phút, khi Scharnhorst bắn trúng Invincible, cho dù quả đạn pháo nổ vô hại bên trên đai giáp. Cả hai phía trao đổi hỏa lực pháo với tốc độ nhanh trong nữa giờ đầu của trận chiến cho đến khi Sturdee gia tăng khoảng cách lên đôi chút nhằm đưa các con tàu của mình ra khỏi tầm đạn pháo hiệu quả của Đức. Hỏa lực pháo của phía Anh tỏ ra rất kém vào giai đoạn này, chỉ bắn trúng bốn phát trong tổng số 210 quả đạn pháo bắn ra. Nguyên nhân chủ yếu là do khói của đạn pháo và từ các ống khói vì phía Anh ở dưới hướng gió của phía Đức; ngoài ra một khẩu pháo trên tháp pháo 'A' của Invincible bị kẹt lúc 13 giờ 42 phút,khiến nó bị loại khỏi chiến đấu trong nữa giờ.
Spee ra lệnh quay mũi về phía Nam với hy vọng tách khỏi trận chiến trong khi tầm nhìn của lực lượng Anh bị che khuất, nhưng chỉ có thể tăng khoảng cách lên 17.000 thước Anh (16 km) trước khi phía Anh phát hiện sự đổi hướng. Việc này trở nên vô ích khi các tàu chiến-tuần dương Anh đuổi theo với tốc độ 24 hải lý trên giờ (28 mph; 44 km/h); và sau 40 phút phía Anh lại nổ súng ở khoảng cách 15.000 thước Anh (14 km). Tám phút sau đó Spee lại đổi hướng về phía Đông; chiến thuật của ông lần này là thu ngắn khoảng cách với các tàu chiến Anh để đưa các khẩu pháo hạng hai 15 cm (5,9 in) vào chiến đấu. Lần này ông đã thành công, và các khẩu pháo 15 cm có thể khai hỏa lúc 15 giờ 00 ở góc nâng tối đa. Vào lúc này khói ảnh hưởng cho cả hai phía, dù vậy đã có nhiều phát bắn trúng. Những phát bắn trúng từ phía Đức đã không nổ hoặc chỉ trúng vào khu vực không quan trọng. Ngược lại phòng động cơ bên mạn phải của Geneisenau bị loại khỏi vòng chiến. Đến 15 giờ 15 phút, Sturdee ra lệnh cho các con tàu dưới quyền quay mũi nhằm chiếm lấy ưu thế trên gió. Spee đổi sang hướng Tây Bắc, dường như là muốn cắt ngang chữ T lực lượng Anh, nhưng thực ra là muốn đưa các khẩu pháo bên mạn phải không bị hư hại của Scharnhorst vào hoạt động vì đa số các khẩu pháo bên mạn trái đã bị loại khỏi vòng chiến. Phía Anh tiếp tục bắn trúng Scharnhorst và Gneisenau một cách đều đặn vào lúc này, và Scharnhorst ngừng bắn lúc 16 giờ 00 trước khi bị lật úp lúc 16 giờ 17 phút mà không có người nào sống sót. Gneisenau đã bị chậm lại trước đó do hư hại, và nó tiếp tục bị Inflexible và Invincible bắn phá trong một giờ rưỡi tiếp theo ở khoảng cách được rút ngắn xuống còn 4.000 thước Anh (3,7 km). Cho dù bị hư hại, thủy thủ đoàn của nó vẫn tiếp tục bắn trả cho đến khi nó ngừng bắn lúc 16 giờ 47 phút. Sturdee đã sắp đưa ra lệnh ngừng bắn lúc 17 giờ 15 phút khi Gneisenau lại bắn phát đạn pháo sau cùng. Phía Anh tiếp tục dội pháo vào nó cho đến 17 giờ 50 phút, sau khi thuyền trưởng của nó ra lệnh đánh đắm tàu lúc 17 giờ 40 phút. Gneisenau từ từ lật úp lúc 18 giờ 00; phía Anh chỉ cứu được 176 người. Invincible và Inflexible lần lượt đã bắn 513 và 661 quả đạn pháo 12 inch trong suốt trận chiến, nhưng Inflexible chỉ bị đánh trúng ba lần còn Invincible bị đánh trúng 21 lần. Hai trong số các ngăn phía mũi của nó bị ngập nước, và một phát đánh trúng lườn tàu ở mực nước ngang với tháp pháo 'P' làm ngập nước một khoang chứa than làm nó tạm thời bị nghiêng 15°. Trên các chiếc tàu chiến-tuần dương chỉ có một người thiệt mạng và năm người bị thương trong trận đánh.

### Trận Dogger Bank
Ngày 23 tháng 1 năm 1915, một lực lượng tàu chiến-tuần dương Đức dưới quyền chỉ huy của Đô đốc Franz von Hipper lên đường để quét sạch khu vực Dogger Bank khỏi mọi tàu đánh cá hay tàu nhỏ của Anh vốn có thể hiện diện để thu thập tin tức tình báo về các hoạt động của phía Đức. Tuy nhiên, người Anh đã đọc được các bảng mã của đối phương, nên một lực lượng lớn các tàu chiến-tuần dương Anh, trong đó có Indomitable, dưới quyền chỉ huy của Đô đốc Beatty đã ra khơi để đánh chặn. Cuộc tiếp xúc đầu tiên diễn ra lúc 07 giờ 20 phút ngày 24 tháng 1, khi tàu tuần dương Arethusa phát hiện tàu tuần dương hạng nhẹ Đức Kolberg. Đến 07 giờ 35 phút, phía Đức nhìn thấy lực lượng của Beatty, và Hipper ra lệnh bẻ lái về phía Nam với tốc độ 20 hải lý trên giờ (37 km/h; 23 mph), tin rằng đủ nhanh nếu như đối phương ở về phía Tây Bắc của ông là những thiết giáp hạm Anh, và ông luôn luôn có khả năng tăng lên tốc độ tối đa 23 hải lý trên giờ (43 km/h; 26 mph) của Blücher nếu như đó là các tàu chiến-tuần dương Anh.
Beatty ra lệnh cho các tàu chiến-tuần dương của mình mở hết tốc độ có thể để bắt kịp các tàu chiến Đức trước khi chúng chạy thoát. Indomitable xoay xở để đạt được tốc độ hơn 26 hải lý trên giờ (30 mph; 48 km/h), và Beatty ghi nhận những nỗ lực của nó với một tín hiệu lúc 08 giờ 55 phút: "Khá lắm, Indomitable". Dù vậy nó vẫn là chiếc chậm nhất trong số những tàu chiến của, Beatty, và dần dần bị tụt lại phía sau các tàu chiến-tuần dương mới hơn và nhanh hơn. Đến 10 giờ 48 phút, Blücher đã bị hư hại nặng bởi hỏa lực của tất cả các tàu chiến-tuần dương khác, tốc độ của nó giảm còn 17 hải lý trên giờ (20 mph; 31 km/h) và bánh lái bị kẹt. Beatty ra lệnh cho Indomitable tấn công Blücher; nhưng do một sai lầm của viên trung úy cờ hiệu của Beatty, kết hợp với sự hư hỏng nặng soái hạm Lion làm hỏng thiết bị vô tuyến, cũng như khói lửa che khuất cột cờ tín hiệu, khiến cho Beatty không thể truyền đạt mệnh lệnh đến các tàu dưới quyền. Điều này đã khiến các tàu chiến-tuần dương còn lại, tạm thời dưới quyền chỉ huy của Chuẩn Đô đốc Sir Gordon Moore trên chiếc New Zealand, tin rằng mệnh lệnh này là dành cho họ, nên đã tách khỏi việc truy đuổi thành phần chủ lực của Hipper để tấn công Blücher. Indomitable đã bắn 134 quả đạn pháo nhắm vào Blücher trước khi nó lật úp và chìm lúc 12 giờ 07 phút. Sau khi trận chiến kết thúc, Indomitable được lệnh kéo Lion trở về cảng vì một trong hai động cơ của nó đã bị hỏng và chiếc kia cũng gặp trục trặc; Lion cũng bị đánh thủng nhiều lần bên dưới mực nước. Đã phải mất một ngày rưỡi trước khi Indomitable đưa được Lion về đến cảng với vận tốc 7 hải lý trên giờ (8,1 mph; 13 km/h)-10 hải lý trên giờ (12 mph; 19 km/h).

### Chiến dịch Dardanelles
Sau trận chiến quần đảo Falkland, Invincible và Inflexible được sửa chữa và tái trang bị tại Gibraltar. Invincible lên đường đi Anh để gia nhập Hải đội Tàu chiến-Tuần dương 3, trong khi Inflexible đi đến Dardanelles vào ngày 24 tháng 1 năm 1915 nơi nó thay phiên cho Indefatigable trong vai trò soái hạm của Hạm đội Địa Trung Hải. Nó đã mở màn cho trận Gallipoli khi tiến hành bắn phá các pháo đài Thổ Nhĩ Kỳ vào ngày 19 tháng 2 nhưng không mấy hiệu quả, rồi một lần nữa vào ngày 15 tháng 3 cũng không mang lại kết quả. Nó nằm trong thành phần hàng tàu chiến Anh vào ngày 18 tháng 3 tìm cách áp chế các khẩu pháo Thổ Nhĩ Kỳ để quét sạch các bãi mìn. Inflexible bị hư hại trung bình bởi hỏa lực pháo đối phương, nhưng bị hư hại nặng do trúng phải một quả mìn, có thể có kích cỡ khoảng 100 kg (220 lb), làm thủng một lỗ lớn phía mũi bên mạn phải, khiến ngập nước khoang chứa ngư lôi phía trước và tổn thất 39 người. Nó bị buộc phải cho mắc cạn tại đảo Bozcaada (Tenedos) nhằm tránh bị chìm, vì nó bị tràn khoảng 1.600 tấn Anh (1.600 t) nước, rồi được sửa chữa tạm thời với một tấm thép kín nước hàn vào lỗ thủng rộng 30 nhân 26 foot (9,1 m × 7,9 m). Nó khởi hành đi Malta vào ngày 6 tháng 4 dưới sự hộ tống của Canopus và Talbot. Nó suýt bị đắm khi tấm thép kín nước bị boong ra do thời tiết xấu trên đường đi, và phải được Canopus kéo đi bằng đuôi trước trong sáu giờ lúc mà tấm thép kín nước được sửa chữa. Nó được sửa chữa tại Malta cho đến đầu tháng 6, trước khi lên đường quay trở về nhà. Nó về đến Anh Quốc vào ngày 19 tháng 6, nơi nó gia nhập Hải đội Tàu chiến-Tuần dương 3.
Đến cuối năm, lực lượng tau chiến-tuần dương Anh Quốc được tổ chức lại thành ba hải đội, trong đó Hải đội Tàu chiến-Tuần dương 3 bao gồm ba chiếc thuộc lớp Invincible dưới quyền chỉ huy của Chuẩn Đô đốc Sir Horace Hood bên trên chiếc Invincible. Hải đội 1 và Hải đội 3 đã xuất trận đối phó lại việc Đức bắn phá Yarmouth và Lowestoft vào ngày 24–25 tháng 4 năm 1916, nhưng đã không phát hiện được các con tàu Đức do thời tiết xấu. Trên đường quay trở về nhà, Invincible bị chiếc tàu buồm tuần tra Goissa húc phải lúc 23 giờ 07 phút, mũi của Goissa cắm vào mạn chiếc Invincible vốn bị thủng một phần. Tốc độ của Invincible bị giảm còn 12 hải lý trên giờ (14 mph; 22 km/h) do bị ngập nước, nên nó bị buộc phải tách ra khỏi hàng và di chuyển độc lập về Rosyth để sửa chữa, một công việc kéo dài cho đến ngày 22 tháng 5 năm 1916.

### Trận Jutland
Vào cuối tháng 5 năm 1916, Hải đội Tàu chiến-Tuần dương 3 tạm thời được phân về Hạm đội Grand để thực tập tác xạ. Vào ngày 30 tháng 5, toàn bộ Hạm đội Grand cùng với các tàu chiến-tuần dương của Đô đốc Beatty được lệnh ra khơi chuẩn bị đối phó lại một cuộc tấn công của Hạm đội Biển khơi Đức. Để hỗ trợ cho Đô đốc Beatty, Chuẩn đô đốc Hood đưa ba tàu chiến của mình đi trước Hạm đội Grand. Lúc khoảng 14 giờ 30 phút, Invincible bắt được bức điện vô tuyến từ tàu tuần dương hạng nhẹ Galatea phối thuộc cho Lực lượng Tàu chiến-Tuần dương của Beatty báo cáo trông thấy hai tàu tuần dương đối phương; điều này được khẳng định bởi các báo cáo khác về bảy tàu chiến đối phương đang hướng lên phía Bắc. Hood nhận định đây là một nỗ lực nhằm thoát ra qua hướng Skagerrak, nên vào lúc 15 giờ 11 phút đã ra lệnh tăng tốc độ lên 22 kn (41 km/h) hướng về phía Đông Đông Nam để cắt ngang các con tàu đối phương. Hai mươi phút sau, Invincible bắt được bức điện vô tuyến từ Beatty cho biết nhìn thấy năm tàu chiến-tuần dương đối phương, và sau đó cho biết đang đụng độ với đối phương ở hướng Nam Đông Nam. Lúc 16 giờ 06 phút, Hood ra lệnh mở hết tốc độ đi về phía Nam Đông Nam trong một cố gắng hội quân về phía Beatty; đến 16 giờ 56 phút, vẫn không thấy bóng dáng các tàu chiến Anh, Hood hỏi về hướng đi, vị trí và tốc độ của Beatty, nhưng không nhận được trả lời.
Hood tiếp tục hướng đi của mình cho đến 17 giờ 40 phút khi phát hiện ra ánh đạn pháo ở phía xa, và ông phái chiếc tàu tuần dương hạng nhẹ Chester dưới quyền đi trinh sát. Chester đụng độ với bốn tàu tuần dương hạng nhẹ Đức thuộc Đội Tuần tiễu 2 của Hipper, và bị đánh hư hại nặng cho đến khi lực lượng chính của Hood xuất hiện đánh đuổi các con tàu Đức tránh xa Chester. Đến 17 giờ 53 phút, Invincible nổ súng vào Wiesbaden, được hai chiếc cùng lớp tiếp nối hai phút sau đó. Các con tàu Đức quay mũi về phía Nam sau một đợt tấn công bằng ngư lôi không mang lại kết quả lúc 18 giờ 00, tìm cách lẩn tránh vào làn sương mù. Khi chúng quay mũi, Invincible đánh trúng vào phòng động cơ của Wiesbaden làm nó hỏng động lực, trong khi Inflexible bắn trúng một phát vào Pillau. Đội Tuần tiễu 2 Đức được hộ tống bởi tàu tuần dương hạng nhẹ Regensburg cùng 31 tàu khu trục thuộc các chi hạm đội 2 và 9 cùng nữa chi hạm đội 12, vốn đã lần lượt tấn công Hải đội Tàu chiến-Tuần dương 3 Anh. Chúng bị đánh đuổi bởi chiếc tàu tuần dương hạng nhẹ còn lại Canterbury và năm tàu khu trục theo hộ tống. Trong trận chiến lộn xộn diễn ra sau đó, phía Đức chỉ phóng được 12 quả ngư lôi, và đánh hỏng tàu khu trục Shark bằng hỏa lực pháo. Đã đổi hướng về phía Tây để tiếp cận với lực lượng của Beatty, những chiếc trong lớp Invincible đã phơi sườn ra trước các quả ngư lôi đang bắn tới; tuy nhiên, Invincible đã quay mũi lên phía Bắc còn Inflexible và Indomitable quay mũi về phía Nam nhằm thu hẹp mặt cắt đối với các quả ngư lôi. Tất cả các quả ngư lôi bắn ra đều bị trượt, cho dù một quả đã băng qua bên dưới Inflexible mà không kích nổ. Khi Invincible quay mũi lên phía Bắc, bánh lái của nó bị kẹt và nó phải dừng lại để sửa chữa, nhưng công việc này nhanh chóng hoàn tất và hải đội tái lập lại đội hình hướng sang phía Tây.
Đến 18 giờ 21 phút, với cả Beatty lẫn Hạm đội Grand đều hội quân về phía mình, Hood quay mũi về phía Nam dẫn đầu các tàu chiến của Beatty. Các tàu chiến-tuần dương Đức dưới quyền Hipper đang ở cách 9.000 thước Anh (8,2 km) và những chiếc lớp Invincible hầu như nổ súng ngay lập tức nhằm vào Lützow vốn là soái hạm của Hipper và Derfflinger. Indomitable bắn trúng Derfflinger ba lần và trúng Seydlitz một lần, trong khi Lützow nhanh chóng bị trúng mười phát đạn pháo từ Lion, Inflexible và Invincible, với hai phát từ Invincible trúng vào phía trước bên dưới mực nước mà cuối cùng đã kết liễu nó. Nhưng đến 18 giờ 30 phút, Invincible bất ngờ hiện ra như một mục tiêu rõ ràng trước mặt Lützow và Derfflinger. Hai chiếc tàu chiến-tuần dương Đức sau đó mỗi chiếc đã bắn ba loạt đạn pháo nhắm vào Invincible, đánh chìm nó trong vòng 90 giây. Một quả đạn pháo 305 mm (12-inch) từ loạt đạn pháo thứ ba đã đánh trúng tháp pháo 'Q' giữa tàu, làm kích nổ hầm đạn bên dưới, khiến con tàu bị nổ tung và vỡ làm đôi, làm thiệt mạng tất cả ngoại trừ sáu người trong tổng số thủy thủ đoàn gồm 1.032 sĩ quan và thủy thủ, kể cả Chuẩn đô đốc Hood.
Inflexible và Indomitable tiếp tục ở lại cùng với lực lượng của Beatty trong phần còn lại của trận chiến. Chúng đối đầu với những tàu chiến-tuần dương của Hipper ở khoảng cách chỉ có 10.000 thước Anh (9,1 km) khi mặt trời lặn lúc 20 giờ 19 phút, và đã nổ súng. Seydlitz bị đánh trúng năm lần trước khi các tàu chiến-tuần dương được các thiết giáp hạm tiền-dreadnought dưới quyền Chuẩn đô đốc Mauve giải cứu. Lực lượng Anh chuyển hỏa lực sang mối đe dọa từ các đối thủ mới, và ba thiết giáp hạm tiền-dreadnought Đức đã bị đánh trúng trước khi chúng chuyển hướng lẫn khuất vào bóng đêm.

### Các hoạt động tiếp theo
Việc bị mất đến ba tàu chiến-tuần dương trong trận Jutland (hai chiếc khác cùng bị mất là Queen Mary và Indefatigable) đã khiến lực lượng này phải được tổ chức lại thành hai hải đội, với Inflexible và Indomitable nằm trong thành phần Hải đội Tàu chiến-tuần dương 2. Tuy nhiên, sau trận Jutland, không có trận hải chiến đáng kể nào khác dành cho những chiếc còn sống sót trong lớp Invincible ngoài những hoạt động tuần tra thường lệ. Đó là do chỉ thị của Kaiser Wilhelm II không cho phép các tàu chiến của ông tiến ra biển mà không nắm chắc thắng lợi. Việc chiến tranh kết thúc cũng đưa đến việc ngừng hoạt động nhiều tàu chiến cũ hơn, không riêng gì hai chiếc còn lại trong lớp Invincible. Cả hai được đưa về Hạm đội Dự bị vào năm 1919 và được cho ngừng hoạt động vào tháng 3 năm 1920.
Sau chiến tranh, Chile bắt đầu tìm kiếm thêm tàu chiến cho hải quân của họ. Vào tháng 4 năm 1920, Chile mua lại thiết giáp hạm Canada và bốn tàu khu trục, tất cả đều do Chile đặt hàng trước khi chiến tranh nổ ra nhưng bị Anh Quốc trưng dụng cho cuộc xung đột. Kế hoạch phát triển mở rộng bao gồm các chiếc Inflexible và Indomitable, nhưng khi tin tức về các cuộc thương lượng bí mật nhằm sở hữu chúng bị rò rỉ ra công luận, một sự tranh luận ồn ào nổ ra tại Chile. Sự bất đồng rõ rệt nhất xuất phát từ một nhóm các sĩ quan hải quân, đã công khai phản đối việc sở hữu tàu chiến, thay vào đó đề nghị một lực lượng "Hải quân mới" sở hữu tàu ngầm và máy bay. Họ tranh luận rằng các loại vũ khí này ít tốn kém hơn, và bảo vệ tốt hơn chống các mối đe dọa bên ngoài cho một đất nước như Chile có bờ biển quá dài. Các con tàu đã không được mua vì lý do chi phí, nhưng máy bay cũng không được mua như những người ủng hộ chúng mong đợi. Cả hai chiếc lớp Invincible được bán để tháo dỡ vào ngày 1 tháng 12 năm 1921.